# علی‌اکبر طاهری
علی‌اکبر طاهری (زاده ۲۶ فروردین ۱۳۳۵ در تهران)، مدیر ایرانی است. او مدیرعامل پیشین باشگاه پرسپولیس، مدیرعامل پیشین ساپکو و رئیس سابق صندوق حمایت از قهرمانان و پیشکسوتان است.

## پرسپولیس
طاهری در تاریخ ۴ آذر ۱۳۹۳، به عنوان نایب‌رئیس هیئت مدیره پرسپولیس منصوب شد. پس از بازداشت حمیدرضا سیاسی مدیرعامل وقت پرسپولیس، طاهری برای مدتی به عنوان سرپرست باشگاه، مسئول امور اجرایی باشگاه شد. پس از مدتی، محمدحسین نژادفلاح، جانشین طاهری شد و به عنوان سرپرست باشگاه، امور باشگاه را در دست گرفت. بعد از گذشت چهار ماه، نژادفلاح از سرپرستی پرسپولیس برکنار و علی اکبر طاهری در تاریخ ۲۷ خرداد ۱۳۹۴، به عنوان سرپرست و پس از مدتی به عنوان مدیرعامل پرسپولیس منصوب شد. در اختیار گرفتن ورزشگاه شهید کاظمی و تجهیز آن، ایجاد زیرساخت‌های باشگاهی و درآمدهای مالی پایدار، پرداخت بدهی سنگین مانوئل ژوزه، قهرمانی و نایب قهرمانی در لیگ برتر فوتبال ایران، قهرمانی در سوپرجام فوتبال ایران، صعود به نیمه نهایی لیگ قهرمانان آسیا و جذب ستارگانی از جمله علیرضا بیرانوند، سید جلال حسینی، وحید امیری، رامین رضائیان و حفظ برانکو ایوانکوییچ و سایر ستارگان پرسپولیس که زمینه‌ساز قهرمانی‌های متوالی پرسپولیس شد، از جمله دستاوردها و نکات مثبت دوران مدیریت طاهری در پرسپولیس بود. نکته منفی دوران مدیریت طاهری، جنجال شکایت باشگاه ریزه اسپور ترکیه از پرسپولیس و محرومیت پرسپولیس از دو پنجره نقل و انتقالاتی و جریمه سنگین مالی به دلیل عقد قرارداد با مهدی طارمی بود. سرانجام طاهری در آبان ۱۳۹۶، پس از اختلافات شدید با اسپانسر باشگاه و وزارت ورزش و جوانان، از مدیرعاملی پرسپولیس استعفا و حمیدرضا گرشاسبی جایگزین او شد.

### افتخارات
لیگ برتر ایران
قهرمان: ۹۶–۱۳۹۵
نایب قهرمان: ۹۵–۱۳۹۴
سوپر جام فوتبال ایران
قهرمان: ۱۳۹۶